# Tikei
Tikei ook bekend als Manu of Tikai of Tiku, is een nogal atypisch gevormd atol dat behoort tot de Tuamotueilanden, die deel uitmaken van Frans-Polynesië. Het is 3,9 bij 1,6 km en heeft een oppervlakte van 4 km². Het heeft geen lagune; het is echter een atol, want gevormd door koraal op de top van een in zee verdwenen vulkaan. Het atol behoort bestuurlijk tot de gemeente (commune) Takaroa, dat is het atol dat op 68 km afstand ligt, het dichtst bijzijnde bewoonde eiland. Tikei ligt 582 km van Tahiti.

## Nadere beschrijving
De Zeeuwse ontdekkingsreiziger Jacob Roggeveen beschreef op 18 mei 1722 als eerste Europeaan het eiland en noemde het Bedrieglijk Eiland. De Duitse korporaal Carl Friedrich Behrens, die meereisde en later de eerste reisbeschrijving publiceerde, noemde het eiland Carlshoff. 
In de negentiende eeuw werd het eiland Frans bezit. Er woonde toen een dertigtal mensen. De Fransen startte met de productie van kokosolie. Het eiland is lang bevolkt geweest, maar nu onbewoond. Er komen wel mensen om kopra te maken.

### Fauna
Op het eiland komen 38 soorten vogels voor waaronder zeven soorten van de Rode Lijst van de IUCN	waaronder witkeelstormvogeltje (Nesofregetta fuliginosa) en de endemische tuamotujufferduif (Ptilinopus coralensis) en tuamotukarekiet (Acrocephalus atyphus).